# Nora Schimming-Chase
Nora Schimming-Chase (* 1. Dezember 1940 in Windhoek, Südwestafrika; † 13. März 2018 ebenda) war eine namibische Politikerin (SWANU, ab 1999 CoD), Diplomatin und Bürgerrechtlerin. Sie war von 1992 bis 1996 namibische Botschafterin in Deutschland und von 2000 bis 2010 Abgeordnete in der Nationalversammlung Namibias.

## Person

### Herkunft, Studium und Ausland
Nora Schimming ist Tochter von Otto Schimming (1908–2005), dem ersten schwarzen Lehrer Namibias. Sowohl Vater und Mutter stammen aus Mischbeziehungen und hatten jeweils deutsche Väter. Nora hat zwei Schwestern: die Lehrerin und Politikerin Ottilie Abrahams und Charlotte. Sie wuchs im Windhoeker Stadtteil Hochland Park auf, besuchte die M.H.-Greef-Grundschule in Windhoek, absolvierte 1958 ihr Abitur an der Trafalgar-High-School in Kapstadt und 1961 einen Bachelor in Erziehungswissenschaften an der Universität Kapstadt. 
Mithilfe eines Stipendiums begann sie 1962 ein Studium der Politikwissenschaften und Afrikanistik an der Freien Universität Berlin (Magister 1968). Zu dieser Zeit war Nora Schimming auch bei der ARD und dem Deutschen Entwicklungsdienst (DED) tätig, arbeitete als Fernsehjournalistin für die deutsche Politsendung „Der Internationale Frühschoppen“ (1968–1974) und belegte als Austauschstudentin Kurse an der Columbia-Universität New York (1962–1967). Während ihrer Zeit in West-Berlin lernte sie den Medizinstudenten William Chase aus St. Lucia kennen, den sie später heiratete. 1970 begann sie an der FU Berlin eine Doktorarbeit über die soziologischen Aspekte der Novellen des nigerianischen Schriftstellers Chinua Achebe.
Schimming war ab 1962 Mitglied der SWANU und diente zunächst als Parteisekretärin für Erziehung. Von 1974 bis 1978 leitete sie das SWANU-Auslandsbüro in Daressalam.

### Rückkehr nach Namibia, diplomatische und politische Tätigkeit
Unter Amnestie der Resolution 435 des UN-Sicherheitsrates kehrte die Familie Chase 1978 nach Südwestafrika zurück. 1981 wurde Nora Schimming-Chase SWANU-Parteisekretärin für Auswärtige Angelegenheiten, und 1982 zur Vizepräsidentin der SWANU gewählt. 1982 bis 1989 diente sie als Generalsekretärin der SWANU. Neben ihrer politischen Tätigkeit hatte Schimming-Chase während der 80er Jahre auch bedeutenden Einfluss beim Aufbau des Kirchenrat von Namibia (CCN) und setzte sich unter anderem für Frauenrechte in Namibia ein. 1987 bis 1989 übernahm sie in Genf eine leitende Stellung beim Ökumenischen Rat der Kirchen (ÖRK). 
Mit der Unabhängigkeit Namibias 1990 übernahm Schimming-Chase verschiedene diplomatische Posten im Außenministerium: ab 1990 als Staatssekretärin für Multilaterale Beziehungen, 1991 als interimistische Geschäftsträgerin gegenüber Frankreich, 1992 bis 1996 als Botschafterin gegenüber Deutschland und 1994 bis 1996 außerdem Österreich, und Repräsentantin gegenüber den Organisationen der Vereinten Nationen für industrielle Entwicklung (UNIDO) und Atomenergie (IAEA).
1999 wurde Schimming-Chase Gründungsmitglied der Kongressdemokraten (CoD) und ab 2000 Mitglied der Nationalversammlung. Infolge des schlechten Abschneidens der Kongressdemokraten bei der Parlamentswahl im November 2009 zog sich Schimming-Chase aus der Politik zurück. Sie lebte zuletzt, geschieden von ihrem Mann, in Windhoek.
Mitte 2022 kam der Vorschlag auf, wonach die Iltisstraße in Berlin nach Schimming-Chase benannt werden soll.

## Veröffentlichungen
- 1981: Namibia: die sogenannte kleine Apartheid, Heft 1, S. 28 f., Courage, Berlin
- 1984: Namibia: Africa's last colony, 48 Min., Dokumentarfilm v. Paul Hamann
- 1986: Nora's Namibia, 86 Min., Dokumentarfilm v. Norbert Bunge  und Caroline Goldie
- 1991: The supreme law, 37 Min., Unterrichtsfilm v. Jackson K. Swartz
- 1992: Stand und Perspektiven der namibisch-deutschen Beziehungen, Deutsch-Namibische Gesellschaft e.V., Düsseldorf

## Auszeichnungen
- 2014: Most Distinguished Order of Namibia
- 1997: Großes Verdienstkreuz der Bundesrepublik Deutschland für ihren Beitrag zur Festigung der deutsch-namibischen Beziehungen